# Scandalo italiano dei passaporti falsi
Lo scandalo italiano dei passaporti falsi, noto anche come Passaportopoli, fu un caso giudiziario che colpì il calcio italiano nel 2001 e riguardò la naturalizzazione illecita di alcuni calciatori a opera delle società calcistiche italiane.

## Storia
L'affaire, scoppiato nel settembre 2000, riguardava la contraffazione di passaporti appartenenti a calciatori non cittadini dell'Unione Europea, al fine di consentire alle società calcistiche italiane il tesseramento di detti giocatori come comunitari. Si trattò di uno dei primi casi di falsificazione documentaria nel calcio europeo.
In base alla versione all'epoca vigente dell'articolo 40, comma 7 delle Norme Organizzative interne Federali (N.O.I.F.), ogni squadra poteva schierare negli incontri ufficiali in ambito nazionale solamente 3 dei calciatori extracomunitari presenti in rosa. La violazione del comma poteva astrattamente configurare un illecito sportivo, il quale poteva essere punito con un ventaglio di sanzioni – sulla base di indici quali gravità delle violazioni, reiterazione nel tempo delle stesse, et cetera – fra cui, in casi estremi, penalizzazioni in classifica e retrocessioni a tavolino.
L'iter nell'ambito della giustizia sportiva si concluse nell'estate del 2001, seppure lo scandalo ebbe una coda di indagini nell'autunno successivo che riguardò anche club e calciatori non precedentemente implicati.

## Processi
Nel filone principale dell'inchiesta furono coinvolte società, dirigenti e calciatori di 6 squadre di Serie A (Inter, Lazio, Milan, Roma, Udinese e Vicenza) e una di Serie B (Sampdoria).
I 14 giocatori implicati furono:
- Alberto (Udinese)
- Gustavo Bartelt (Roma)
- Alejandro Da Silva (Udinese)
- Dedé (L.R. Vicenza)
- Dida (Milan)
- Fábio Júnior (Roma)
- Jeda (L.R. Vicenza)

- Thomas Job (Sampdoria)
- Jorginho (Udinese)
- Jean Ondoa (Sampdoria)
- Álvaro Recoba (Inter)
- Juan Sebastián Verón (Lazio)
- Warley (Udinese)
- Francis Zé (Sampdoria)

### Sentenza di primo grado
La sentenza di primo grado, emessa dalla Commissione disciplinare della Lega Calcio il 27 giugno 2001, è stata la seguente:

#### Società
- Udinese: ammenda di 3 miliardi di lire.[6]
- Inter: ammenda di 2 miliardi di lire.[7]
- Lazio: ammenda di 2 miliardi di lire.[8]
- Roma: ammenda di 1,5 miliardi di lire.[9]
- Sampdoria: ammenda di 1,5 miliardi di lire.[10]
- Milan: ammenda di 1 miliardo di lire.[11]
- Vicenza: ammenda di 1 miliardo di lire.[12]

#### Giocatori
- Alberto (Udinese): 1 anno di squalifica.[6]
- Gustavo Bartelt (Roma): 1 anno di squalifica.[9]
- Da Silva (Udinese): 1 anno di squalifica.[6]
- Dedé (Vicenza): 1 anno di squalifica.[12]
- Dida (Milan): 1 anno di squalifica.[11][13]
- Fábio Júnior (Roma): 1 anno di squalifica.[9]
- Jeda (Vicenza): 1 anno di squalifica.[12]
- Jorginho (Udinese): 1 anno di squalifica.[6]
- Álvaro Recoba (Inter): 1 anno di squalifica.[7][13]
- Warley (Udinese): 1 anno di squalifica.[6]
- Thomas Job (Sampdoria): 6 mesi di squalifica.[10]
- Jean Ondoa (Sampdoria): 6 mesi di squalifica.[10]
- Francis Zé (Sampdoria): 6 mesi di squalifica.[10]
- Juan Sebastián Verón (Lazio): assolto.[8][13]

#### Dirigenti
- Gino Pozzo (Udinese): due anni di inibizione.[6][13]
- Rinaldo Sagramola (Vicenza): 1 anno di inibizione e ammenda di 10 milioni di lire.[12]
- Gabriele Oriali (Inter): 1 anno di inibizione.[7]
- Felice Pulici (Lazio): 1 anno di inibizione.[8][13]
- Franco Baldini (Roma): 9 mesi di inibizione.[7]
- Massimo Briaschi (Vicenza): 6 mesi di interdizione.[12]
- Sigfrido Marcatti (Udinese): 6 mesi di inibizione.[6]
- Domenico Arnuzzo (Sampdoria): assolto.[10]
- Sergio Cragnotti (presidente Lazio): assolto.[8][13]
- Rinaldo Ghelfi (Inter): assolto.[13][14]
- Nello Governato (Lazio): assolto.[8][13]
- Pierpaolo Marino (Udinese): assolto.[15]
- Enrico Mantovani (presidente Sampdoria): assolto.[10]
- Pierluigi Ronca (Sampdoria): assolto.[10]
- Emiliano Salvarezza (Sampdoria): non luogo a deliberare.[10]

### Sentenza della Commissione di Appello Federale
La Commissione di Appello Federale, dopo le riunioni del 17 e 18 luglio 2001, ha confermato le decisioni prese in primo grado relativamente a Inter, Milan, e Sampdoria.
Sono state confermate anche le decisioni riguardanti Lazio, Roma, Udinese e L.R. Vicenza con le seguenti eccezioni:
- Gino Pozzo (Udinese): da due anni a un anno e sei mesi di inibizione.[20]
- Massimo Briaschi (Vicenza): da 6 mesi a 1 anno di interdizione.[21]
- Felice Pulici (Lazio): da 1 anno a 6 mesi di inibizione.[22][23]
- Franco Baldini (Roma): assolto.[23][24]
- Gustavo Bartelt (Roma): annullamento della decisione precedente e rinvio degli atti alla Commissione Disciplinare per nuovo giudizio.[23][25]

## Reazioni
All'indomani della sentenza di primo grado, la firma Giorgio Tosatti per il Corriere della Sera criticò le condanne, definendole «incoerenti e sproporzionate», a fronte della cancellazione, avvenuta il 4 maggio, della norma federale che imponeva alle società italiane il limite di tre calciatori extracomunitari impiegabili:
(Giorgio Tosatti, "Sentenze incoerenti e sproporzionate", Corriere della Sera, 28 giugno 2001)
A posteriori, la cancellazione della suddetta norma, la quale era stata definita illegittima da precedenti sentenze della giustizia ordinaria, è stata ritenuta la ragione per cui non furono comminate penalizzazioni di punti in classifica ai club condannati, e si rivelò anche decisiva per l'esito del campionato 2000-2001.

## Controversie
Nell'ambito della giustizia ordinaria, il Giudice per le indagini preliminari (GIP) del Tribunale di Udine accolse, nel maggio 2006, la richiesta di patteggiamento dell'attaccante uruguayano dell'Inter, Álvaro Recoba, e di Gabriele Oriali, responsabile dell'area tecnica della società nerazzurra, infliggendo la pena di sei mesi di reclusione ciascuno (sostituita con una multa di 21.420 euro) per i reati di concorso in falso e ricettazione. Nel luglio del 2011 in un'intervista rilasciata a la Repubblica, Franco Baldini, direttore sportivo della Roma dal 1999 al 2005, si espresse a favore di Oriali rispetto alle responsabilità imputategli dichiarando che era stato lui a consigliare all'ex mediano nerazzurro di rivolgersi a una delle persone successivamente coinvolte nello scandalo. Dopo le dichiarazioni di Baldini, in un primo momento Oriali non ha escluso la possibilità di chiedere la revisione del processo, salvo poi rinunciare a tale intendimento.